# Wakita, Oklahoma
Wakita, Oklahoma (енгл. Wakita) град је у америчкој савезној држави Оклахома.

## Демографија
По попису из 2010. године број становника је 344, што је 76 (-18,1%) становника мање него 2000. године.
| Група             | 2000.       | 2010.       |
| Белци             | 406 (96,7%) | 321 (93,3%) |
| Афроамериканци    | 1 (0,2%)    | 4 (1,2%)    |
| Азијати           | 0 (0,0%)    | 0 (0,0%)    |
| Хиспаноамериканци | 1 (0,2%)    | 2 (0,6%)    |
| Укупно            | 420         | 344         |